# Joseph Erumachadath
Joseph Erumachadath MCBS (* 10. April 1960 in Uppukandam) ist Bischof von Bhadravathi. 

## Leben
Joseph Erumachadath trat der Ordensgemeinschaft der Missionary Congregation of the Blessed Sacrament bei, legte die Profess am 17. Mai 1981 ab und empfing am 7. Mai 1988 die Priesterweihe. Papst Benedikt XVI. ernannte ihn am 29. August 2007 zum Bischof von Bhadravathi. 
Der Großerzbischof von Ernakulam-Angamaly, Varkey Kardinal Vithayathil CSsR, weihte ihn am 25. Oktober desselben Jahres zum Bischof; Mitkonsekratoren waren George Valiamattam, Erzbischof von Tellicherry, und José Porunnedom, Bischof von Mananthavady. 